# Зак, Артур
Артур Зак (англ. Arthur Zack; 24 января 1900 года, Вильно — 1 августа 1986 года) — американский виолончелист и дирижёр еврейского происхождения.
В 1908 г. вместе с семьёй переехал в США. Окончил Институт музыкального искусства (1921), ещё в студенческие годы начав играть в одном из оркестров Нью-Йорка. Затем совершенствовал своё мастерство в Американской консерватории в Фонтенбло и в Брюсселе под руководством виолончелиста Жака Гайяра (1875—1940). Вернувшись в США, в 1927 г. поступил в Симфонический оркестр Цинциннати, в 1929 г. создал в Цинциннати собственный оркестр и руководил им до 1935 г.
В 1936 г. основал и возглавил Новоорлеанский симфонический оркестр, собрав 54 местных исполнителя и выступив впервые во главе оркестра 18 мая перед 3600 слушателями. Руководил коллективом до 1939 г. Затем в 1943—1970 гг. возглавлял оркестр в Рокфорде.
Сын — канадский художник и виолончелист Дэвид Зак (1938—1995).